# Seznam dílů pořadu Výlety do minulosti
Seznam dílů pořadu Výlety do minulosti uvádí přehled jednotlivých částí tohoto pořadu vysílaného internetovou televizí Stream.cz.

## Seznam dílů
| Číslo | Název dílu                                                      | Datum události | Rok události  |
| ----- | --------------------------------------------------------------- | -------------- | ------------- |
| 1.    | Narození H. Ch. Andersena                                       | 2. dubna       | 1805          |
| 2.    | Založení Univerzity Karlovy                                     | 7. duben       | 1348          |
| 3.    | Poslední sestřel Rudého barona                                  | 20. duben      | 1918          |
| 4.    | První vydání Máchova Máje                                       | 23. duben      | 1836          |
| 5.    | Narození první řidičky světa – Berthy Benz                      | 3. květen      | 1849          |
| 6.    | Narození Salvadora Dalího                                       | 11. květen     | 1904          |
| 7.    | První představení Mickey Mouse                                  | 15. květen     | 1928          |
| 8.    | Narození spisovatele A. C. Doyla, autora Sherlocka Holmese      | 22. květen     | 1859          |
| 9.    | Měnová reforma                                                  | 30. květen     | 1953          |
| 10.   | Korunovace císařovny Sissi                                      | 8. červen      | 1867          |
| 11.   | Patent na magnetický záznam zvuku                               | 13. červen     | 1944          |
| 12.   | Zrození prapradědečka e-mailu                                   | 20. červen     | 1840          |
| 13.   | Korunovace královny Viktorie                                    | 28. červen     | 1838          |
| 14.   | Narození Ringo Starra                                           | 7. červenec    | 1940          |
| 15.   | Založení 310. československé stíhací perutě RAF                 | 12. červenec   | 1940          |
| 16.   | První elektrická tramvaj v Praze                                | 18. červenec   | 1891          |
| 17.   | Tragédie parníku Eastland                                       | 24. červenec   | 1915          |
| 18.   | Zavedení koruny jako platidla                                   | 2. srpen       | 1892          |
| 19.   | První výstup na Mont Blanc                                      | 8. srpen       | 1786          |
| 20.   | Bitva na Bajkalu                                                | 16. srpen      | 1918          |
| 21.   | Pakt Molotov–Ribbentrop                                         | 23. srpen      | 1939          |
| 22.   | První vydání Guinnessovy knihy rekordů                          | 27. srpen      | 1955          |
| 23.   | Poprava Leninovy atentátnice                                    | 3. září        | 1918          |
| 24.   | Zrození Medvídka Pú                                             | 14. září       | 1926          |
| 25.   | Tajemství modrého mauricia                                      | 20. září       | 1847          |
| 26.   | Královnin korzár Francis Drake obeplul svět                     | 26. září       | 1580          |
| 27.   | Narození Madame de Montespan, kurtizány krále Slunce            | 5. říjen       | 1640          |
| 28.   | Smrt římského císaře Claudia                                    | 13. říjen      | 54            |
| 29.   | USA kupují od Ruska Aljašku                                     | 18. říjen      | 1867          |
| 30.   | Muži 28. října                                                  | 28. října      | 1918          |
| 31.   | Mussolini se stává premiérem                                    | 31. říjen      | 1922          |
| 32.   | Zahájení výroby trabantů                                        | 7. listopad    | 1957          |
| 33.   | Zkáza Britannicu                                                | 21. listopad   | 1916          |
| 34.   | Úmrtí Kateřiny Vilemíny Zaháňské                                | 29. listopad   | 1839          |
| 35.   | Svatý Mikuláš                                                   | 5. prosince    |               |
| 36.   | Nankingský masakr                                               | 13. prosinec   | 1937          |
| 37.   | První uvedení Fidlovačky                                        | 21. prosinec   | 1834          |
| 38.   | Tichá noc                                                       | 24. prosinec   | 1818          |
| 39.   | Americká invaze do Panamy                                       | 3. leden       | 1990          |
| 40.   | Na poslední chvíli prchají Werich s Ježkem před Hitlerem do USA | 9. leden       | 1939          |
| 41.   | Otevření Pentagonu, největší kancelářské budovy světa           | 15. leden      | 1943          |
| 42.   | První kostka cukru na světě vznikla v Čechách                   | 23. leden      | 1843          |
| 43.   | Narodil se Jules Verne                                          | 8. únor        | 1828          |
| 44.   | 100 let Miroslava Zikmunda                                      | 14. únor       | 2019          |
| 45.   | Zlato z Nagana                                                  | 22. únor       | 1998          |
| 46.   | Supertajný projev Nikity Chruščova                              | 25. únor       | 1956          |
| 47.   | Před 60 lety se představila Škoda Felicia                       | 1. březen      | 1959          |
| 48.   | Bitva u Sokolova                                                | 8. březen      | 1943          |
| 49.   | Triumfální návrat Napoleona Bonaparte do Paříže                 | 20. březen     | 1815          |
| 50.   | První útok Pařížanky                                            | 29. březen     | 1918          |
| 51.   | Podpis Marshallova plánu                                        | 3. duben       | 1948          |
| 52.   | Osvobození koncentračního tábora Buchenwald                     | 11. duben      | 1945          |
| 53.   | Den, kdy by Charlie Chaplinovi bylo 130 let                     | 16. duben      | 1889          |
| 53.   | První vydání Máchova Máje                                       | 23. duben      | 1836          |
| 54.   | Dokončení budovy One World Trade Centre                         | 10. květen     | 2013          |
| 55.   | Položení základního kamene Národního divadla                    | 16. květen     | 1868          |
| 56.   | Třetí pražská defenestrace                                      | 23. květen     | 1618          |
| 57.   | Otevření Golden Gate Bridge                                     | 27. květen     | 1937          |
| 58.   | Den D - vylodění v Normandii                                    | 6. červen      | 1944          |
| 59.   | V Praze vypuklo červnové povstání                               | 12. červen     | 1848          |
| 60.   | Socha Svobody připlouvá do New Yorku                            | 17. červen     | 1885          |
| 61.   | Poslední koncert Elvise Presleyho                               | 26. červen     | 1977          |
| 62.   | V Řecku se konají první olympijské hry                          | 8. červenec    | 776 př. n. l. |
| 63.   | Karel Gott slaví 80. narozeniny                                 | 14. červenec   | 2019          |
| 64.   | První křížová výprava dobývá Jeruzalém                          | 15. červenec   | 1099          |
| 65.   | První přelet kanálu La Manche                                   | 25. červenec   | 1909          |
| 66.   | Vítězné mocnosti podepisují Postupimskou dohodu                 | 2. srpen       | 1945          |
| 67.   | Smrt krásné Marilyn                                             | 5. srpen       | 1962          |
| 68.   | Atentát na Charlese de Gaulla                                   | 22. srpen      | 1962          |
| 69.   | Tragický den svatéhu Rufa: smrt dvou českých králů              | 26. srpen      | 1278 a 1346   |
| 70.   | Přes železnou oponu Vlakem svobody                              | 11. září       | 1951          |
| 71.   | Premiéra kultovního seriálu M*A*S*H                             | 17. září       | 1972          |
| 72.   | Všeobecná mobilizace Československé republiky                   | 23. září       | 1938          |
| 73.   | Zrození Scotland Yardu                                          | 29. září       | 1829          |
| 74.   | První premiéra divadla Semafor                                  | 30. říjen      | 1950          |
| 75.   | Tragický konec českých hokejistů nad kanálem La Manche          | 8. listopad    | 1948          |
| 76.   | Svatořečení Anežky České                                        | 12. listopad   | 1989          |
| 77.   | Narození Emila Škody                                            | 18. listopad   | 1839          |
| 78.   | Narodil se otec klimatizace Willis Haviland Carrier             | 26. listopad   | 1876          |
| 79.   | Zemřel Pierre Auguste Renoire                                   | 3. prosinec    | 1919          |
| 80.   | Úmrtí Alfreda Nobela                                            | 10. prosinec   | 1896          |
| 81.   | Bostonské pití čaje                                             | 16. prosinec   | 1773          |
| 82.   | Mrznoucí dítě na sněhu a Vánoční strom republiky                | 22. prosinec   | 1919          |